# Тетюши
Тетю́ши (тат. Тәтеш) — город в России (с 1781 г.), находится в Республике Татарстан, административный центр Тетюшского района и городского поселения город Тетюши в его составе.
Включён в список исторических городов России в категории «малые города».

## Этимология
Существует несколько версий происхождения названия города. Согласно одной из них, Тетюши основаны на месте проживания булгарского племени темтюзи, откуда и происходит нынешнее название города (в русских летописях булгарский город «Темтюзи» упоминался в XII веке). По другой версии, название происходит от булгарского слова «Тиес-туе», что означает «Ореховая гора». Название также связывают с орловским диалектным словом «тетюшкать» — нянчить или вятским «теша» — толстяк. Существует версия, что название произошло от имени татарского хана Тетюш, который бежал из Великой Булгарии после её сожжения и основал город на правом берегу Волги. По другой версии, название происходит от татарских слов «тау-таш» — гора-камень или «тау-теш» — гора зуб.

## Физико-географическая характеристика
Город расположен в юго-западной части Республики Татарстан, в пределах Приволжской возвышенности, на западном, высоком, берегу Куйбышевского водохранилища. Рельеф местности холмисто-равнинный, осложнён глубокими балками и оврагами, ведущими к Волге. Высота центра населённого пункта — 186 метров над уровнем моря. Почвенный покров представлен серыми лесными почвами. Почвообразующие породы — глины и суглинки.
По автодорогам расстояние до города Казань составляет 150 км, до Ульяновска — 94 км. Ближайшая ж.-д. станция Буа Горьковской железной дороги (на линии Свияжск — Ульяновск) расположена в Буинске (44 км к западу от города).
Геология
В разрезе Монастырский овраг в окрестностях города установлена нижняя граница северодвинского яруса татарского отдела пермского периода. Данное подразделение используется в Общей стратиграфической шкале России.
Климат
Климат умеренно континентальный. Среднегодовая температура положительная и составляет + 3,9 °C. Средняя температура самого тёплого месяца июля +19,4 °C, самого холодного месяца января — 12,1 °C. Расчётная многолетняя норма осадков — 543 мм. Наибольшее количество осадков выпадает в июле (70 мм), наименьшее в феврале (23 мм).
Часовой пояс
Тетюши, как и вся Республика Татарстан, находится в часовой зоне МСК (московское время). Смещение применяемого времени относительно UTC составляет +3:00.

## История
Город Тетюши известен со времени Казанского царства. Указан в отчете А. Дженкинсона о его путешествии по Волге к Каспийскому морю в 1558 г. как Petowse в 20 лигах ниже устья реки Камы. Тетюшская крепость была построена между 1574 и 1578 гг. (по другим данным — между 1555 и 1557 гг.); тогда же около города было построено сторожевое укрепление — Карлинская черта или «Старая Тетюшская засека», следы которого сохраняются и до настоящего времени. С середины XVII века Тетюши утрачивают своё военное значение, так как их роль берёт на себя построенный в 1648 году Симбирск, а вместо Тетюшской засеки устраивается более совершенная — «Симбирская черта», куда в 1649 году были переселены 50 конных казаков, где они основали Тетюшскую слободу (ныне село Тетюшское).
В декабре 1708 года Тетюши вошли в состав новообразованной Казанской губернии.
В 1719 году при ликвидации деления на уезды Тетюши вошли в состав Свияжской провинции.
В 1768 году здесь был путешественник П. С. Паллас.
В 1781 году Екатерина II возводит Тетюши в разряд городов. Был учрежден герб города.
С 1789 года Тетюши — административный центр Тетюшского уезда Казанского наместничества, в 1796 году оставлен за штатом, а в 1802 году снова стал уездным городом Казанской губернии.
В 1832 году в Тетюшах появилось уездное училище, преобразованное в 1912 году в Высшее начальное училище. В 1906 году открылось двухэтажное здание женской прогимназии, которая в 1910 году была преобразована в полную гимназию.
В 1912 году в городе открылась мужская гимназия (ныне педучилище). В 1852 году основан мусульманский приход и построена мечеть. В 1879 году выстроена новая мечеть. В том же году строится церковь Воздвижения Креста Господня. В 1889 году возводится церковь Марии Магдалины.
До революции Тетюши оставались типичным купеческим городком. Ежегодно в городе устраивались две крупные ярмарки: «Владимировская» с 20 по 27 июня и «Воздвиженская» с 14 по 21 сентября. В XIX веке основными занятиями жителей являлись торговля хлебом, рыболовство, работы на местной пристани и судах. Население города в начале XIX века не превышало 1 тыс. человек.
В 1920—1927 — центр Тетюшского кантона.

## Население
| 1856    | 1897    | 1913    | 1926    | 1931    | 1939    | 1959    |
| ------- | ------- | ------- | ------- | ------- | ------- | ------- |
| 2300    | ↗4800   | ↗7200   | ↘4800   | ↗5000   | ↗8600   | ↘7884   |
| 1970    | 1979    | 1989    | 1992    | 1996    | 1998    | 2000    |
| ↗8513   | ↗10 199 | ↗10 487 | ↗10 900 | ↗11 600 | ↗11 900 | ↗12 200 |
| 2001    | 2002    | 2003    | 2005    | 2006    | 2007    | 2008    |
| →12 200 | ↘11 931 | ↘11 900 | ↘11 800 | ↘11 488 | ↘11 408 | ↘11 400 |
| 2009    | 2010    | 2011    | 2012    | 2013    | 2014    | 2015    |
| ↘11 338 | ↗11 596 | ↘11 579 | ↗11 632 | ↘11 525 | ↘11 419 | ↗11 449 |
| 2016    | 2017    | 2018    | 2019    | 2020    | 2021    |         |
| ↘11 410 | ↘11 337 | ↘11 250 | ↘11 136 | ↘10 991 | ↘10 535 |         |

На 1 января 2025 года по численности населения город находился на 903-м месте из 1124 городов Российской Федерации.

## Памятники
- Памятник 960-килограммовой белуге, выловленной в Волге. Открыт в июле 2013 года[40].

## Промышленность
- ООО «Тетюшская швейная фабрика».
- ССПК «Хлеб».

## Транспорт
Работают два маршрута городского автобуса. С Тетюшской автостанции ходят междугородние автобусы 122 Тетюши — Буинск, 511 Тетюши — Ульяновск и 575 Тетюши — Казань.
Есть речной порт. В летний период каждый день на пристань приходит пассажирское судно «Метеор», курсирующее по маршруту Казань — Тенишево — Камское Устье — Болгар — Тетюши.

## Образование
- МБОУ «Тетюшская средняя общеобразовательная школа № 1 имени Героя Советского Союза Павла Семеновича Ханжина».
- МБОУ «Тетюшская средняя общеобразовательная школа № 2».
- МБОУ «Тетюшская татарская средняя общеобразовательная школа».
- ГБОУ «Тетюшская кадетская школа-интернат».
- ФГОУ СПО «Тетюшский сельскохозяйственный техникум».
- ГАПОУ «Тетюшский государственный колледж гражданской защиты».
- Центр дополнительного образования детей Тетюшского муниципального района.
- Детско-юношеская спортивная школа.
- Филиал ГБУ ДО «Республиканская специализированная детско-юношеская спортивная школа олимпийского резерва» по стендовой и пулевой стрельбе РТ.
- Тетюшский межшкольный учебный комбинат.

## Учреждения культуры
- Центральная библиотека МБУ «Тетюшская межпоселенческая библиотека».
  - Детская библиотека МБУ «Тетюшская межпоселенческая библиотека».
- МБУ «Молодежный культурно-развлекательный центр „Новый век“ Тетюшского муниципального района Республики Татарстан», в котором расположен кинотеатр.
- МБУ «Музей истории Тетюшского края» — один из старейших музеев Республики Татарстан, созданный в 1920 году. В экспозиции — богатая коллекция фарфора, мебели, осветительных приборов, национальная одежда жителей уезда, изделия народных мастеров, материалы об известных земляках[41].
- Музей истории рыболовства — это музейно-выставочный комплекс под открытым небом, строительство которого велось на средства федерального гранта. Кроме главного здания, памятника архитектуры конца XIX века, музей имеет ещё несколько тематических площадок и открытый водоем с рыбой[42].